# Puèi Domat
Puèi de Doma o Puèi Domat (en francès Puy-de-Dôme, antigament en català Puig de França) és un departament francès situat a la regió d'Alvèrnia-Roine-Alps.

## Ciutats
- Suire